# Carl-Ebbe Andersen
Carl-Ebbe Andersen (født 19. januar 1929 i Roskilde, død 14. juni 2009 smst.) var en dansk roer, der vandt guldmedalje ved sommer-OL 1948 i London som styrmand i toer med styrmand sammen med Finn Pedersen og Tage Henriksen.

## Rokarriere
Carl-Ebbe Andersen stillede op for Roskilde Roklub, og han var dansk mester tre gange i toer med styrmand, de to første gange, i 1947 og 1948, sammen med Pedersen og Henriksen og i 1950 sammen med Finn Pedersen og Kai Suhr. Med det første danmarksmesterskab kvalificerede båden sig til EM i 1947, hvor det blev til bronzemedalje, og båden blev også til OL i London. I det indledende heat ved OL blev båden nummer to og måtte i opsamlingsheat, som blev vundet sikkert. I semifinalen mod den franske båd vandt Pedersen og kammeraterne i et tæt opløb, og i finalen blev det en overlegen sejr til danskerne, der sejrede i tiden 8.00,5 minutter foran Italien med 8.12,2 minutter, mens Ungarn fik bronze med tiden 8.25,2 minutter.